# Two Conversations
Two Conversations è il quinto album di inediti della band The Appleseed Cast, pubblicato nel 2003.
È caratterizzato da una diversa produzione, che mette più in risalto la voce che negli album precedenti, data dal cambio di etichetta discografica da Deep Elm Records a Tiger Style Records.
Uscito in edizione Vinile con la GraveFace in ottobre 2019 e su bandcamp in versione digitale (FLAC/mp3) rendendo di fatto la versione del 2003, in CD, con quella copertina, un oggetto "raro". La versione in vinile del 2019 però comprende un pezzo aggiuntivo bonus intitolato "The State That I Was In".

## Tracce
1. Hello Dearest Love
2. Hanging Marionette
3. Ice Heavy Branches
4. Losing Touching Searching
5. Fight Song
6. Sinking
7. The Page
8. Innocent Vigilant Ordinary
9. How Life Can Turn
10. A Dream for Us